# Julia Cole
Julia Cole, född 3 september 1993 i Houston, Texas, är en amerikansk countrysångerska. Hon har släppt albumet Julia Cole (2021) och Country Sugar (2023).

## Biografi
Julia Cole spelade basket och volleyboll som barn. Hon introducerades till musik genom att sjunga nationalsången på sina egna basket- och volleybollmatcher. Hon var tidigare förlovad med barndomsvännen och baseboll proffset Marshall Kasowski, förhållandet tog dock slut sommaren 2023. 

## Karriär
Julia Cole har framförallt nått framgång genom streaming, med över 400 miljoner globala streams. TikTok-användare utgör en stor del av hennes växande community, med 777 000 följare och över 152 miljoner unika ljuduppspelningar hittills, medan hennes YouTube-kanal har över 50 miljoner visningar totalt. Under 2025 uppmärksamades hon bland annat för låten Day Late & A Buck Short med 18 miljoner streams på spotify